# جيمي وايتهيد
جيمي وايتهيد (بالإنجليزية: Jimmy Whitehead)‏ (1870 في المملكة المتحدة - 1929) هو لاعب كرة قدم بريطاني (وحمل سابقاً جنسية المملكة المتحدة لبريطانيا العظمى وأيرلندا) في مركز مهاجم داخلي. شارك مع منتخب إنجلترا لكرة القدم. أما مع النوادي، فقد لعب مع بلاكبيرن روفرز ومانشستر سيتي ونادي أكرينغتون ستانلي وأكرينغتون.

## وصلات خارجية
- جيمي وايتهيد على موقع ناشيونال فوتبول تيمز (الإنجليزية)